# سولفور اسپرینگز، شهرستان ون بورن، آرکانزاس
سولفور اسپرینگز (به انگلیسی: Sulphur Springs) یک منطقهٔ مسکونی در ایالات متحده آمریکا است که در شهرستان ون بیورن، آرکانزاس واقع شده‌است. سولفور اسپرینگز ۲۲۴٫۰۳ متر بالاتر از سطح دریا واقع شده‌است.